# کلتون دون
کلتون دون (انگلیسی: Colton Dunn؛ زادهٔ ۳۰ ژوئن ۱۹۷۷) نویسنده، بازیگر، کمدین، تهیه‌کننده اهل ایالات متحده آمریکا است.